# Der Ling

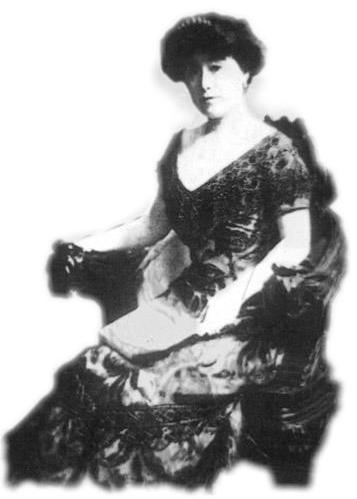
Der Ling (1912)

Der Ling (chinesisch 裕德齡, Pinyin Yù Délíng; * 8. Juni 1885 in Peking; † 21. November 1944 in Berkeley), auch Elisabeth Antoinette White, war eine chinesisch-US-amerikanische Autorin.

## Biographie

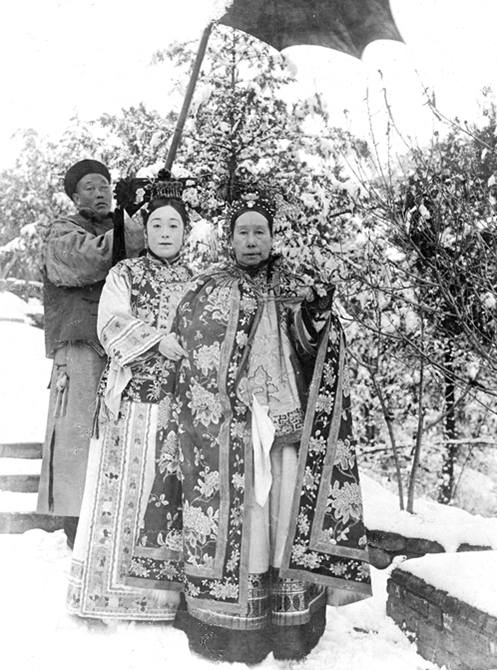
Der Ling als Hofdame von Kaiserinwitwe Cixi (ca. 1903)

Der Ling war eine Enkelin des Kaufmanns John Pearson aus Boston und von dessen chinesischer Frau. Ihr Vater Yu Keng († 1905) gehörte dem Weißen Banner und damit der chinesischen Verwaltungsoberschicht der Mandschu an; er war katholisch. Die Familie lebte zunächst in Shashi. Der liberale Vater war im Umgang mit Der Ling und ihrer Schwester Rong Ling (1889–1973) für einen Chinesen ungewöhnlich aufgeschlossen und liebevoll, wofür er von seinem Vorgesetzten Zhang Zhidong kritisiert wurde. Dieser bemängelte insbesondere, dass Yu den Mädchen eine ebenso umfassende Ausbildung wie ihren Brüdern zukommen ließ, auch in Bereichen, die eigentlich Jungen vorbehalten waren. Auch ließ der Vater seinen Töchtern nicht die Füße binden und sie somit auf eine mögliche Existenz als Konkubine vorzubereiten. Andere Chinesen mokierten sich über ihre „großen Füße“, für sie ein Zeichen niederer Herkunft.
Von 1895 bis 1898 war Yu chinesischer Botschafter in Japan und von 1899 bis 1902 in Frankreich (1899–1902). Seine Tochter Der Ling sprach schließlich fließend Japanisch, Englisch und Französisch. In Paris nahm sie Tanzunterricht bei Isadora Duncan und freundete sich mit Sarah Bernhardt an.
1903 kehrte Der Ling mit ihrer Familie nach China zurück, wo sie zu einer Vertrauten der Kaiserinwitwe Cixi wurde. Sie betätigte sich für Cixi auch als Dolmetscherin, wenn diese Besuch aus dem Ausland erhielt. Sie wurde zur Hofdame ernannt und erhielt den Ehrentitel einer Prinzessin. Ihr Bruder Xu Yunling (ca. 1880–1943), der in Frankreich Fotografie erlernt hatte, machte die einzigen Fotoaufnahmen der Kaiserinwitwe, die von ihr erhalten sind.
Nach dem Tod von Cixi heiratete Der Ling 1908 den US-amerikanischen Geschäftsmann und Diplomaten Thaddeus Cohu White (1878–1953) und wurde Mutter eines Sohnes namens Thaddeus Raymond, der 1933 im Alter von 20 Jahren in New York an einer Lungenentzündung starb. In den 1920er Jahren zog die Familie nach Los Angeles. Der Ling erhielt die US-amerikanische Staatsangehörigkeit und wurde nun auch Elisabeth Antoinette White genannt. Sie begann, sich gesellschaftlich zu engagieren; dabei inszenierte sie sich selbst gerne als chinesische Prinzessin, die sie strenggenommen nicht war. Insbesondere betätigte sie sich als Vermittlerin der chinesischen Kultur im Westen. Sie schrieb insgesamt acht Bücher über ihr Leben und über China. In ihrem Buch Two Years in the Forbidden City versuchte sie, den Ruf der Kaiserinwitwe Cixi, die besonders im Westen dämonisiert wurde, zu rehabilitieren, indem sie deren menschliche Seiten schilderte; das Buch enthielt Fotos, die Der Lings Bruder aufgenommen hatte.
Wegen des Japanisch-Chinesischen Krieges war China 1939 nicht in der Lage, sich an der Golden Gate International Exposition in San Francisco zu beteiligen. Auslandschinesen finanzierten stattdessen ein „Chinesisches Dorf“ in der Ausstellung, und Der Ling stellte dafür Gegenstände wie Jade-Objekte und Hofroben zur Verfügung. Sie wurden im Princess Der Ling Pavilion ausgestellt, wo sie selbst den Besuchern von chinesischer Kultur und der Kaiserfamilie berichtete.
1942 zog Der Ling nach Berkeley, um an der dortigen Universität Chinesisch zu unterrichten. Dort wohnte sie im Hotel Carlton. Im November 1944 wurde sie auf dem Weg zum Unterricht von einem Lastwagen überfahren und erlitt tödliche Verletzungen. Das Time Magazine schrieb in seinem Nachruf, sie sei die erste „hochgeborene“ Chinesin gewesen, die einen Ausländer geheiratet habe. Sie liegt gemeinsam mit Sohn und Ehemann auf dem Oakland Cemetery in Sag Harbor beerdigt.

## Publikationen (Auswahl)
- Zwei Jahre am Hofe von Peking. H. Minden, Dresden/Leipzig 1915 (Two Years in the Forbidden City).
- Old Buddha. Dodd Mead, 1928 (Digitalisat).
- Jades and dragons. Mohawk Press, New York 1932.
- Kuan Hsü. Sohn des Himmels. Hugendubel, München 1936.